# Булгаков Сергій Миколайович
Сергій Миколайович Булгаков (рос. Серге́й Никола́евич Булга́ков; 16 (28) липня 1871, Лівни, Орловська губернія, Російська імперія — 13 липня 1944, Париж, Франція) — російський релігійний філософ, богослов, православний священник.
Творець вчення гностичного штибу про Софію Премудрість Божу, засуджене РПЦ МП в 1935 р..

## Життєпис
Народився в сім'ї сільського священника. Навчався в Лівенському духовному училищі й в Орловській Духовної семінарії (до 1888 р.), а потім навчався два роки в Єлецькій класичній гімназії.
У 1894 р. завершив навчання на юридичному факультеті в Московському університеті.
У 1901 р. після захисту дисертації в Московському університеті працював ординарним професором Київського політехнічного інституту на кафедрі політичної економії.
З 1906 р. — професор Московського комерційного інституту (до 1918 року). В цьому ж році був обраний депутатом II Державної Думи (як безпартійний «християнський соціаліст»).
У 1922 р. включений в складені державним політичним управлінням НКВС за ініціативою В. І. Леніна списки діячів науки та культури, котрих мали вислати за кордон СРСР. 30 грудня 1922 р. він вирушив з Криму у вигнання й після недовгого перебування в Константинополі прибув до м. Праги (Чехословаччина). Де в травні 1923 р. обіймав посаду професора церковного права й богослов'я на юридичному факультеті Російського Наукового Інституту.
Похований на цвинтарі Сент-Женев'єв-де-Буа.